# Silnice II/202

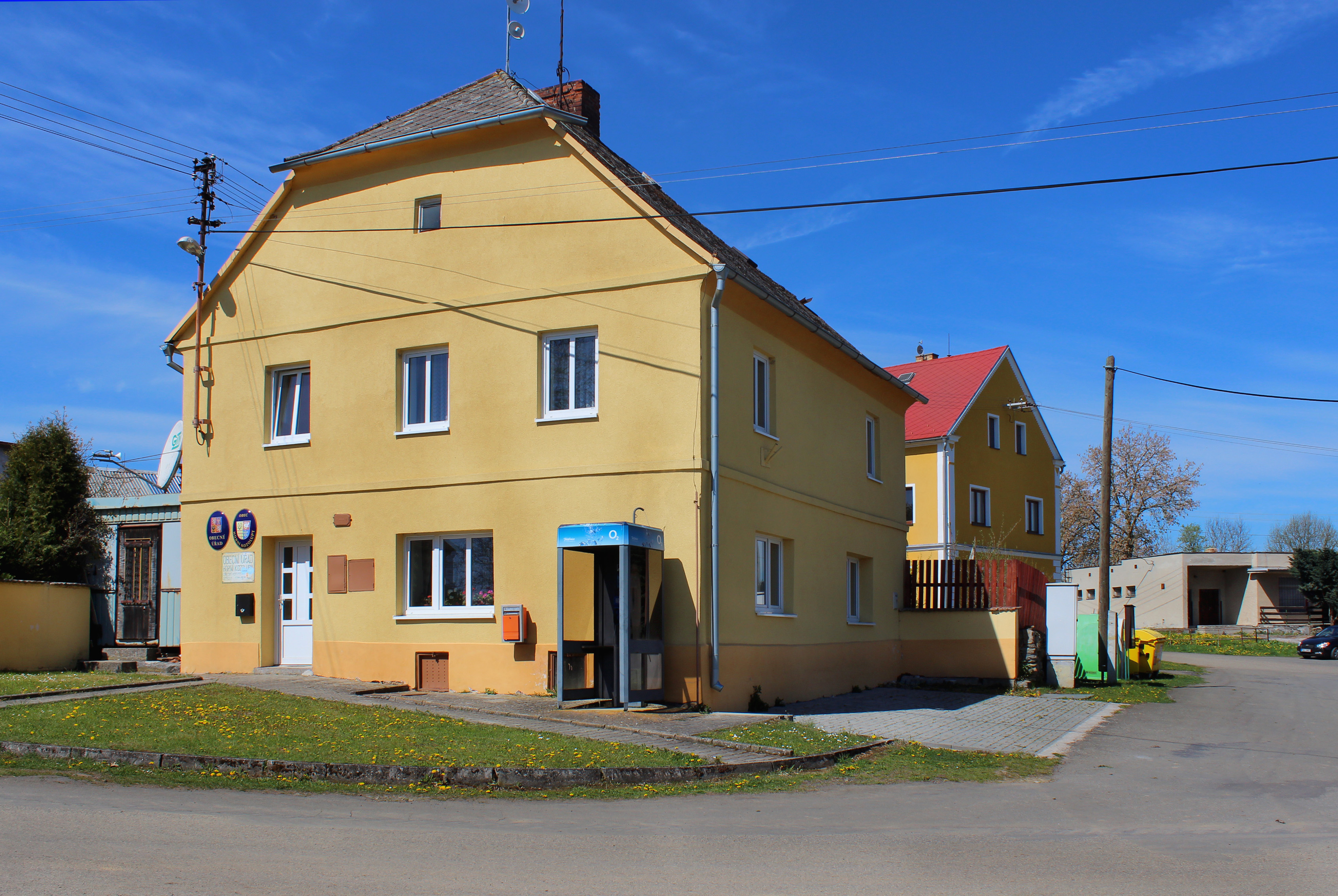
Horní Kozolupy

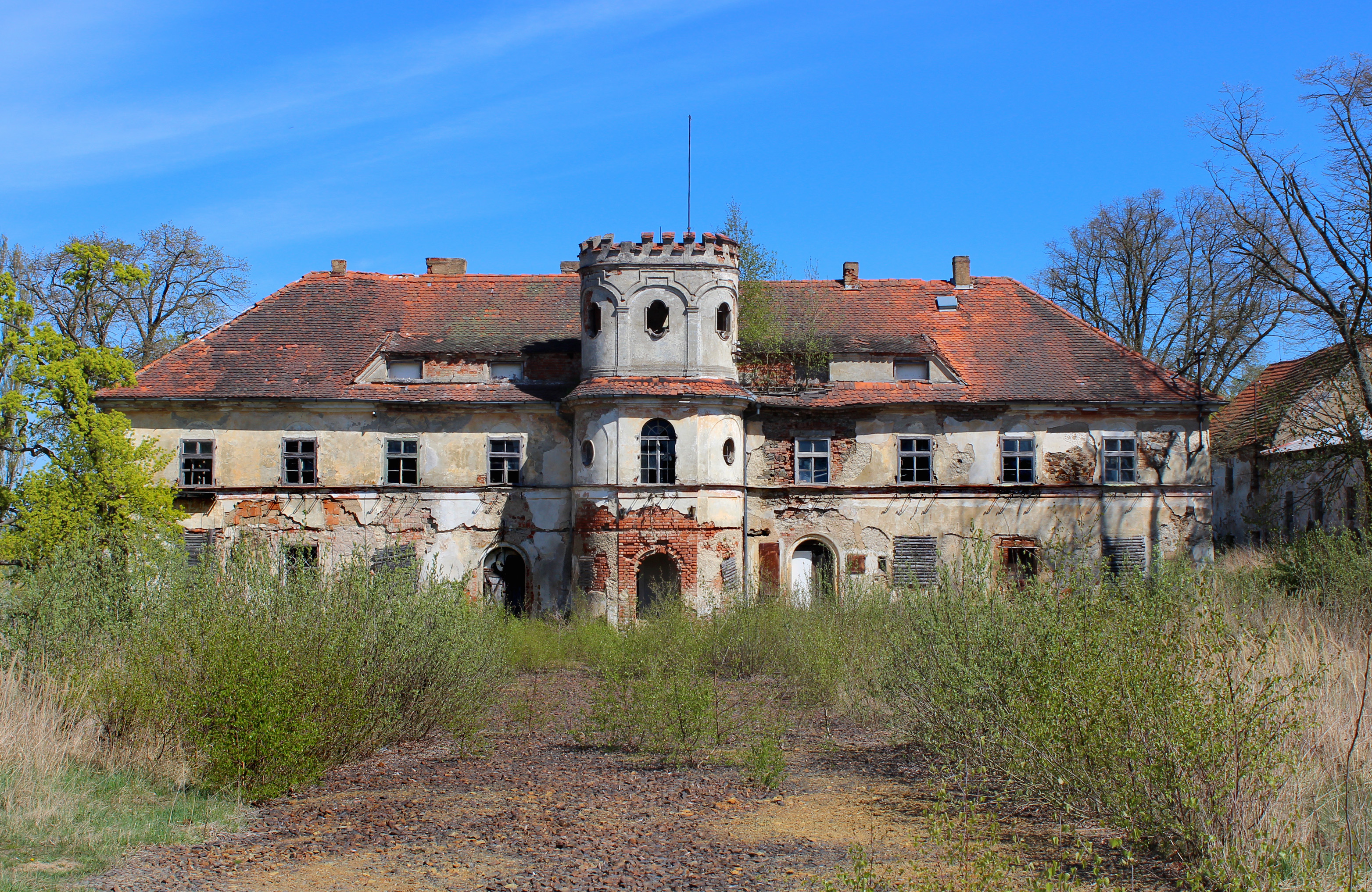
Slavice – zámek

Silnice II/202 se nachází v severozápadní části Plzeňského kraje. Spojuje mezi sebou silnici II/201 a silnici II/230. Začíná v obci Kokašice, kde ze silnice II/201 odbočuje zhruba JV směrem. Prochází celkem pěti obcemi či osadami. Na trase se nachází jedna čerpací stanice v obci Kokašice. Celková délka je zhruba 12 km.

## Popis trasy
| Vzdál. v km | Místo          | Popis                                                      | Nadm. výška |
| ----------- | -------------- | ---------------------------------------------------------- | ----------- |
| 0           | Kokašice       | Začátek II/202 je výjezdem ze silnice II/201 JV směrem     | 530         |
| 2,2         |                | most přes potok Hadovka                                    | 454         |
| 3,7         | Strahov        | průjezd osadou                                             | 534         |
| 5,9         | Horní Kozolupy | odbočka vlevo III/2021 do obce Cebiv                       | 522–510     |
| 8           | Slavice        | průjezd osadou                                             | 510–520     |
| 10          | Záchlumí       | odbočka vlevo III/20156 do obce Cebiv                      | 518–510     |
| 12          | Záchlumí       | silnice II/202 končí na silnici II/230 cca 5 km od Stříbra | 490         |